# Lycosa corallina
Lycosa corallina là một loài nhện trong họ Lycosidae.
Loài này thuộc chi Lycosa. Lycosa corallina được Fernando McKay miêu tả năm 1974.